# Arcángel (cantante)
Austin Agustín Santos (Harlem del Este, 23 de diciembre de 1985), conocido artísticamente como Arcángel, es un cantante y compositor estadounidense. También es conocido por haber comenzado su carrera artística formando parte del dúo Arcángel & De la Ghetto.
En 2023, la revista Rolling Stone lo describió como «uno de los artistas más influyentes del género urbano». Ese mismo año, la revista Billboard lo colocó en su lista de «50 mejores raperos de la historia de la música latina».

## Primeros años
Austin Santos nació en Harlem del Este, Nueva York, el 23 de diciembre de 1985. Es hijo de los dominicanos Agustín Santos y Carmen Rosas. Fue criado en el barrio Villa Palmeras en Santurce, Puerto Rico. Su madre fue integrante del grupo musical femenino de merengue Las Chicas del Can, popular durante la década de 1980. Durante la década de 2000 se interesó por el reguetón y el hip hop, escuchando a artistas como Tego Calderón y Tempo, inspirándose en comenzar una carrera como cantante de dicho género.

## Carrera musical

### 2005-2006: Arcángel & De la Ghetto
Después de regresar a Puerto Rico en 2005, decidió seguir los pasos de la música reguetón. Su primera aparición en un disco fue en 2005, debutando en "El Dueño de Los Metales", álbum de Eli El Demente (quien hoy día se le conoce cómo Musicólogo, productor del dúo Los De La Nazza). Pasó a formar parte de un dúo de reguetón, Arcángel & De la Ghetto con el cual lanzó su primera canción titulada «Traficando».
El dúo firmó con sello discográfico Baby Records del cantante y compositor de reguetón, Zion. El dúo también participó con Machete Music en 2005 durante el tiempo que estaban grabando álbumes de compilación. Saltaron a la fama en 2005 con el álbum recopilatorio de reguetón organizado por Héctor el Father & Naldo, Sangre Nueva, con su canción «Ven pégate». También fueron incluidos en la compilación de Luny Tunes, Mas Flow: Los Benjamins en 2006 con «Mi fanática». A finales de ese año, Arcángel decidió terminar el dúo de forma abrupta y optando por abandonar el sello Baby Records, luego de denunciar malas prácticas realizadas por José “Pompi” Vallejo, líder del equipo de trabajo de la empresa Xtreme Management. Aparte en el 2006, Arcángel fue parte del junte en el sencillo "Aparentemente" con Yaga & Mackie y De la Ghetto, que salió un año más tarde en el disco "La reunión" de Yaga & Mackie.

### 2007-2011: Inicios como solista yEl fenómeno
A solo un mes de su separación, Arcángel anunciaba su primer concierto como solista en el Centro de Bellas Artes Luis A. Ferré, ahora bajo el apoyo de su madre Carmen. Con este cambio en su equipo de trabajo, estuvo participando con varios intérpretes y productores de reguetón en álbumes de compilación.[cita requerida] Trabajó en el álbum recopilatorio producido en 2007, Flow la discoteka 2, que fue producido por el compositor y productor discográfico DJ Nelson.Lanzó una canción titulada «Chica virtual», alcanzando la posición 9 en el Latin Rhythm Airplay.[cita requerida] También llegó al puesto 22 en el Billboard Hot Latin Tracks.[cita requerida]
En 2008, publicó en el mercado su primer álbum de estudio titulado El fenómeno incluyendo colaboraciones con Don Omar y Tempo, además de contar con el sencillo «Por amar a ciegas».[cita requerida] Al siguiente año, de la mano de Nely El Arma Secreta empezaron a promocionar un nuevo artista que en aquel momento sería Luigi 21 Plus, además de participar en su primer mixtape, que se tituló Música para adultos.[cita requerida] Ese mismo año lanza junto a este temas como «No es señorita», «Wow bellaquita», entre otros. En 2010 fue nominado en los Premios Lo Nuestro por Mejor Artista Urbano.
En 2011, estuvo vinculado artísticamente con los sellos discográficos Alqaedas Inc de Pacho el Antifeka y Cirilo, y Eme Music de Baby Rasta & Gringo dónde compartió featurings con estos artistas y también con otros de los mismos sellos como como Kendo Kaponi, Julio Voltio, Maximus Wel, Alex Kyza y Jomar. Colaboró en sencillos de "malianteo" como «El demonio de la tinta», «Baja paca», «Me van a dar», entre otros.

### 2012-2018:Sentimiento, elegancia & maldadyAres

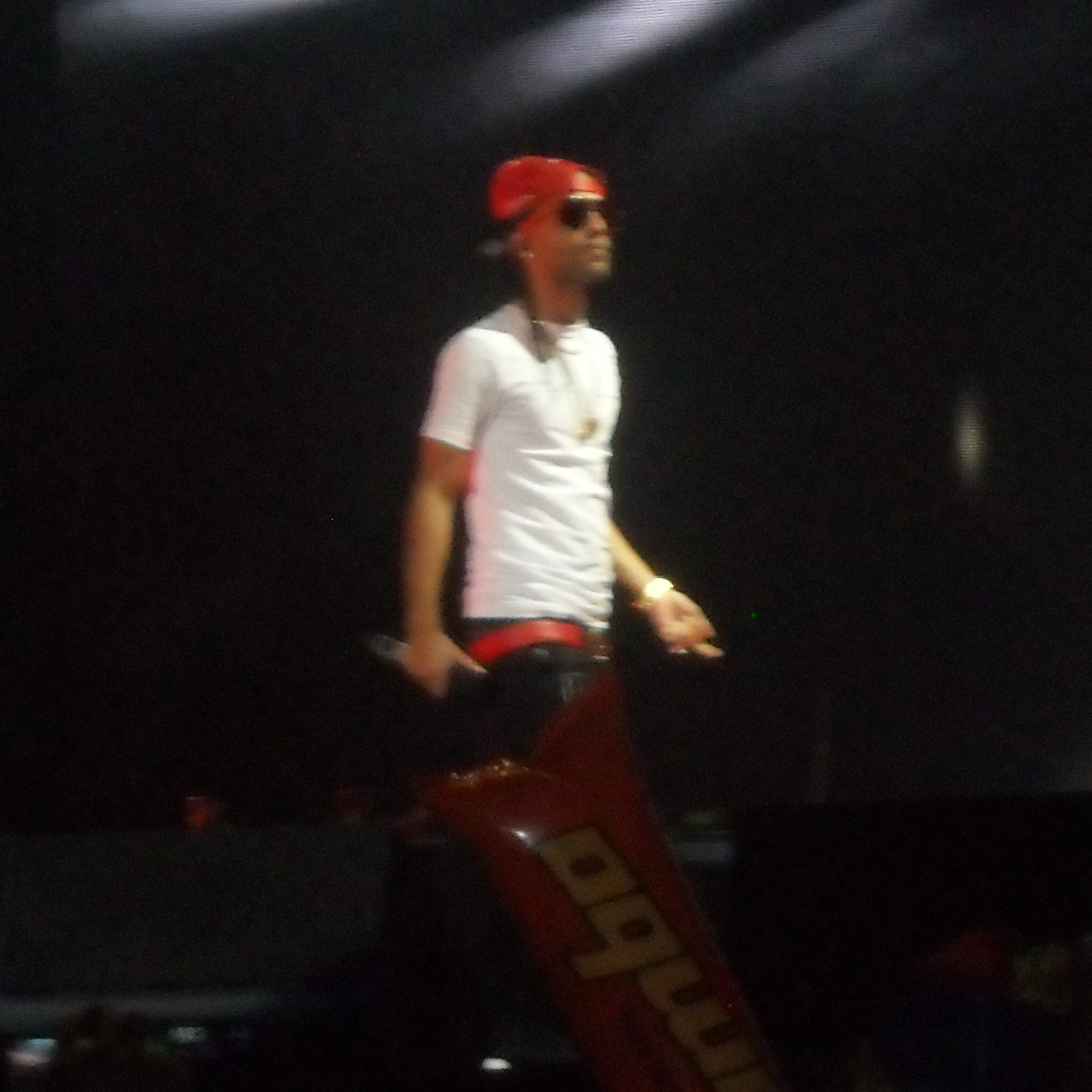
Arcángel durante un concierto en 2013.

En 2012, formó parte Pina Records, y formó y participó del álbum La fórmula. «Me prefieres a mí», fue una canción de dicho álbum que ocupó los primeros puestos en América Latina, Europa y los Estados Unidos.[cita requerida]
En 2013 lanzó su álbum de estudio Sentimiento, elegancia & maldad. Pasaron casi cuatro años para que lanzara su nuevo álbum el cual se compuso de dieciocho canciones que conformaron este nuevo trabajo discográfico entre las cuales se destacaron las colaboraciones con Daddy Yankee, De la Ghetto, Ñengo Flow, entre otros.[cita requerida] Lanzó el primer sencillo «Hace mucho tiempo», cuyo videoclip fue grabado en históricos escenarios del continente Europeo.[cita requerida]
En 2015, lanzó su álbum colaborativo de Los favoritos con Dj Luian como productor y colaborando con diferentes cantantes como Nicky Jam, Farruko, Maluma, J Balvin entre otros.[cita requerida] Al año siguiente, firmó con la discográfica Hear This Music y sacó la primera canción junto a Ozuna, De la Ghetto y Anuel AA llamada «La ocasión».[cita requerida] También ese año hizo varias colaboraciones como «Ella y yo (Remix)», «Diles», entre otras.
En julio de 2018, publicó su álbum de estudio, Ares. Dicho álbum solo tiene canciones de trap y R&B y contó con colaboraciones con Bad Bunny, J Balvin, La Exce, entre otras;[cita requerida] el álbum ocupó los primeros puestos en los Latín Billboard.[cita requerida]

### 2019-2021:Historias de un capricornio,Los favoritos 2 y 2.5

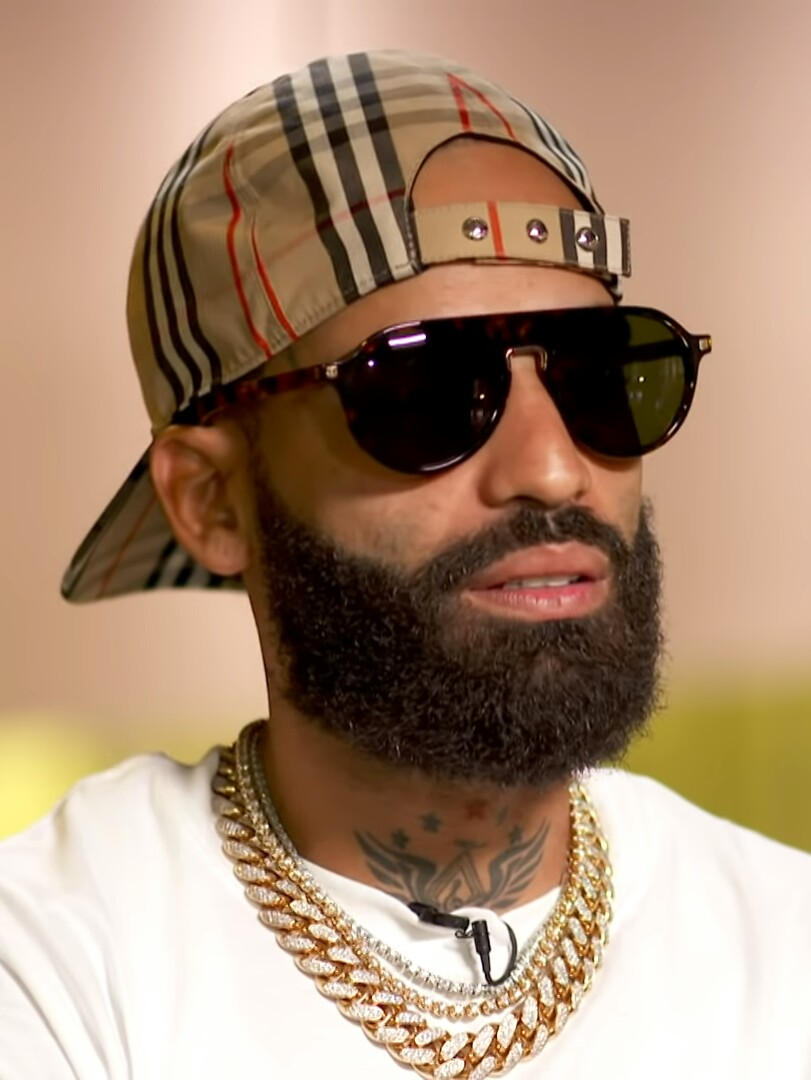
Arcángel en 2019, durante una entrevista para Tony Dandrades.

En marzo de 2019, terminó contrato con Pina Records y lanzó de manera independiente la canción «Te esperaré».[cita requerida] También participó en colaboraciones como «Si se da (remix)», "105F (remix)», entre muchas más. Además, dejó en el aire la posibilidad de firmar contrato con Warner Music para lanzar sus próximos trabajos; una posibilidad que se hizo realidad con el lanzamiento de su sencillo No hay amor, el cual forma parte de un mixtape antesala de la banda sonora original de la película F9. En diciembre de ese año, lanzó su álbum de estudio Historias de un capricornio, el cual tiene colaboraciones con Bad Bunny, Ozuna, Myke Towers, Manuel Turizo, entre otros.[cita requerida]
El 16 de octubre de 2020, lanzó su álbum de estudio titulado Los favoritos 2, secuela de la primera parte en colaboración del productor DJ Luian pero sin la participación de este último.
En septiembre de 2021, lanzó Los favoritos 2.5, una continuación del primer álbum lanzado un año antes, este contó con 15 sencillos y colaboraciones con artistas como Dalex, De la Ghetto, Farina, Jay Wheeler, Lenny Tavárez, Manuel Turizo, Miky Woodz, Nicky Jam, Zion & Lennox, Ken-Y, Juanka, entre otros. Al finalizar ese mismo mes, fue nominado por Billboard como el «álbum de la semana».

### 2022-presente:Sr. SantosySentimiento, elegancia y más maldad

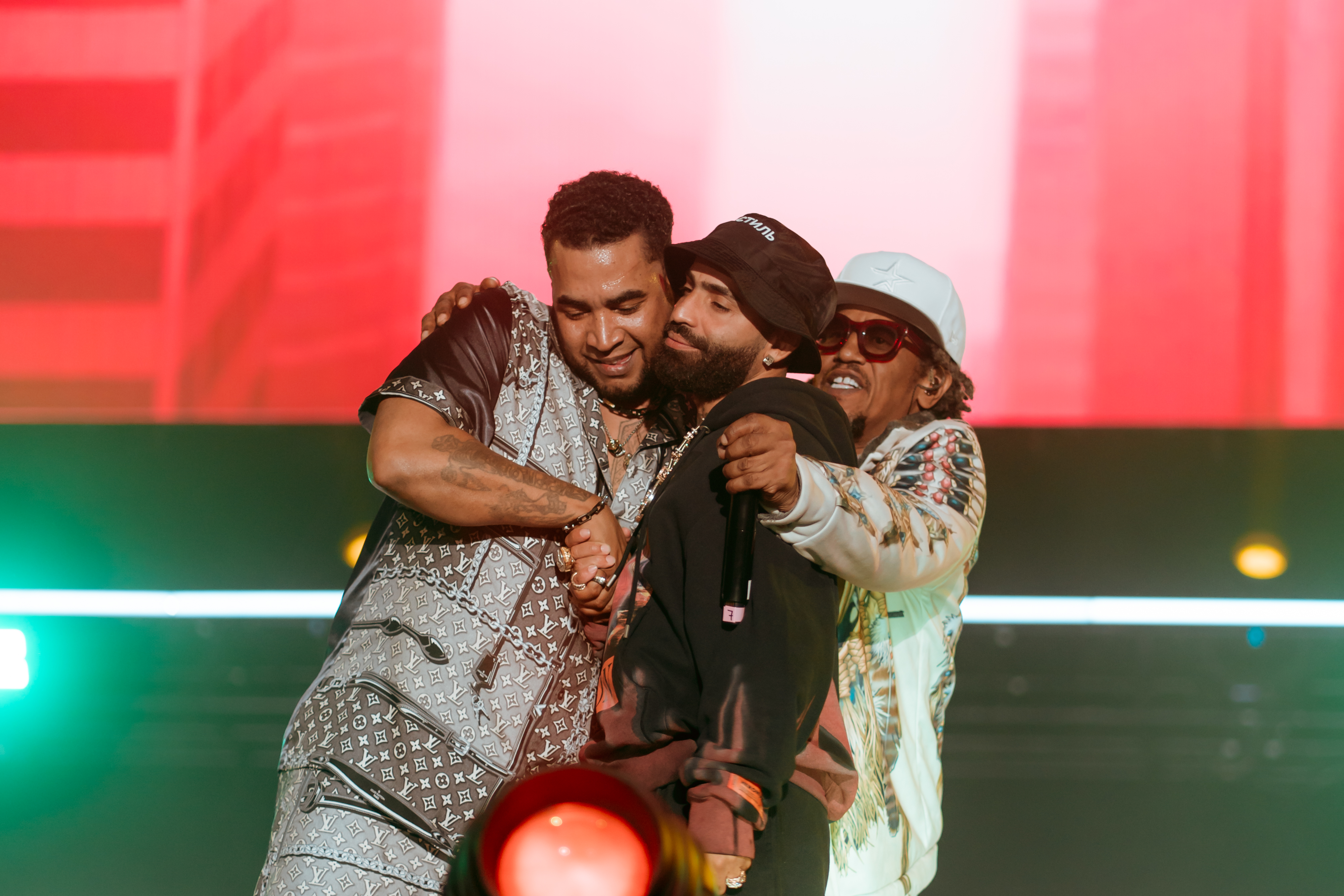
Don Omar, Arcángel y Tego Calderón (de izquierda a derecha) durante el Baja Beach Fest de 2023.

A fines de 2021, padeció el fallecimiento de su hermano Justin Santos, lo que provocó un cambio total en su carrera musical. Desde esa fecha hasta el 21 de noviembre de 2022, a un año exacto de la muerte de su hermano, lanzó «JS4E» en dedicación al mismo. Allí también enseño un tatuaje que se hizo en todo su torso en conmemoración a él. El 30 de noviembre del mismo año, lanzó el segundo sencillo de su futuro álbum de estudio Sr. Santos junto a Bad Bunny titulado «La jumpa», una mezcla de hip house y drill.
Asimismo, el 1 de diciembre, lanzó su séptimo álbum de estudio Sr. Santos, el cual contó con 18 sencillos y colaboraciones con artistas como Duki, Bizarrap, Bad Bunny, De la Ghetto, Myke Towers, Eladio Carrión, entre otros. El álbum se desempeñó principalmente en el género trap. El 22 de marzo de 2023 lanzó «Arcángel: BZRP Music Sessions, Vol. 54» junto a Bizarrap. Tras años sin hacerlo, Arcángel sacó su «Feliz Navidad 8», un tiradera para Anuel AA. El artista puertorriqueño contestó con la canción «Glock, Glock, Glock». Luego, Arcángel volvió a contestar con «Narcan», a lo que Anuel AA respondería con «Arcángel es chota». La tiradera entre los dos terminaría con «3 a 0» del estadounidense.
En marzo de 2023, Arcángel se unió al productor argentino Bizarrap para lanzar su music session número 54. Después del lanzamiento de varios sencillos, el cantante anunciaría su octavo álbum de estudio Sentimiento, elegancia y más maldad, una secuela de su segundo álbum Sentimiento, elegancia & maldad lanzado diez años atrás. Tras el anuncio, Arcángel lanzaría el primer sencillo del álbum, «La chamba» con Peso Pluma, que se promocionó con un tráiler en el que participó el actor estadounidense Danny Trejo, publicado el 30 de octubre de 2023. El álbum fue lanzado el 17 de noviembre de 2023, cuya producción estuvo a cargo principalmente del panameño Dímelo Flow. Dentro del álbum, la canción «ALV» con Grupo Frontera se convertiría en un éxito en las listas radiales de varios países. En 2024 realizó la gira SE+M Tour por América Latina, como parte de la promoción del disco.
El 19 de diciembre de 2024, lanzó su noveno álbum de estudio titulado Papi Arca, que contó con 9 sencillos y las colaboraciones de Eladio Carrión, Randy, Sech, Yovngchimi y Dei V. El proyecto fue publicitado con el sencillo en solitario titulado «THC».

## Incursión en la actuación
En 2008, protagonizó la película Muerte en el paraíso, en el papel de Kalil, que cuenta la historia de dos hermanos que empiezan en la industria de la música. Fue dirigida por Abimael Acosta.
En 2017, apareció en la película Colao, en el rol de Santos, un cocinero con aspiraciones musicales. La película fue producida por Caribbean Cinemas y dirigida por Frank Perozo. Ese mismo año, protagonizó la miniserie El granjero, junto al actor colombiano Marlon Moreno, siendo dirigida por Rodrigo Films.

## Vida privada

### Familia
Arcángel tiene dos hijos: Austin Alejandro Santos Pascual y Angélica Lucero Santos Figueroa. El primero producto de una relación sentimental con Alejandra Pascual, mientras que la segunda fruto de un noviazgo de varios años con Janexsy Figueroa, con quien contrajo matrimonio en 2020. Arcángel también crio a Joe Martin Rivera, hijo de Figueroa y el cantante Nicky Jam, quienes tuvieron una relación previa.

### Problemas judiciales
En 2012 fue detenido en San Juan, Puerto Rico, por conducir bajo los efectos del alcohol y a exceso de velocidad.
En 2019, fue nuevamente arrestado en la ciudad de Las Vegas por patear a su cónyuge Alejandra Pascual y estrellarla contra la pared, según las grabaciones de las cámaras de seguridad. Su abogado Edwin Prado aseguró a la prensa que «fue un malentendido» de las autoridades y que el cantante salió bajo fianza para participar en el evento de la noche en la gala de los Premios Billboard de la Música Latina. Después de permanecer horas detenido, quedó en libertad después de pagar una fianza de dos mil dólares y acudir a una audiencia fijada para el 25 de junio de ese año.

### Salud
En septiembre de 2019, Arcángel tuvo que ser hospitalizado en Florida, Estados Unidos, luego de haber  sufrido un ataque al corazón mientras se encontraba en camino a la ciudad de Orlando desde Miami. «¡Mi corazón es más de ustedes que mío! Por eso no me puedo ir ahora, aunque será cuando Dios quiera y yo estaré aquí para cuando él decida. Mientras tanto, sigo aquí de pie y con vida», escribió a través de su cuenta de Instagram.

## Discografía
| Álbumes de estudio - 2008: El fenómeno - 2013: Sentimiento, elegancia & maldad - 2018: Ares - 2019: Historias de un capricornio - 2020: Los favoritos 2 - 2021: Los favoritos 2.5 - 2022: Sr. Santos - 2023: Sentimiento, elegancia y más maldad - 2024: Papi Arca - 2025: Sr. Santos II: Sueños de grandeza Álbumes colaborativos - 2015: Los favoritos (junto a DJ Luian) - 2021: FloWres (EP, junto a Farina) | Mixtapes - 2006: K-Libre - 2007: El diario de un soñador - 2007: The New King - 2007: The Hitmaker - 2008: La Maravilla - 2009: Los Metálicos - 2010: The Problem Child - 2010: Optimus Arca - 2010: La Maravilla II Álbumes recopilatorios - 2024: Feliz Navidad |

## Giras
- El Fenómeno Tour (2008)
- European Tour (2012-2013)
- Just in Time (2023)[46]
- SE+M Tour (2024)

## Premios y nominaciones
| El Premio Ascap                       | El Premio Ascap                                                                                   | El Premio Ascap                                | El Premio Ascap | El Premio Ascap |
| Año                                   | Nominado                                                                                          | Categoría                                      | Resultado       | Ref.            |
| ------------------------------------- | ------------------------------------------------------------------------------------------------- | ---------------------------------------------- | --------------- | --------------- |
| 2019                                  | «Zum zum (remix)» (con Plan B, Natti Natasha, Daddy Yankee y R.K.M. & Ken-Y)                      | —                                              | Ganador         | [ 47 ]          |
| 2021                                  | «Sigues con él (remix)» (con Sech y Romeo Santos)                                                 | —                                              | Ganador         | [ 48 ]          |
| Premios Billboard de la Música Latina |                                                                                                   |                                                |                 |                 |
| Año                                   | Nominado                                                                                          | Categoría                                      | Resultado       | Ref.            |
| 2014                                  | Arcángel                                                                                          | Artista solista de Latin Rhythm Albums del año | Nominado        | [ 49 ]          |
| Premios Grammy Latinos                |                                                                                                   |                                                |                 |                 |
| Año                                   | Nominado                                                                                          | Categoría                                      | Resultado       | Ref.            |
| 2010                                  | «Sentimiento» (con Vico C)                                                                        | Mejor canción urbana                           | Nominado        | [ 50 ]          |
| 2022                                  | Los favoritos 2.5                                                                                 | Mejor álbum de música urbana                   | Nominado        | [ 51 ]          |
| 2023                                  | «La jumpa» (con Bad Bunny)                                                                        | Mejor fusión/interpretación urbana             | Nominado        | [ 52 ]          |
| 2023                                  | «La jumpa» (con Bad Bunny)                                                                        | Mejor canción urbana                           | Nominado        | [ 52 ]          |
| Premios Heat Latin Music              |                                                                                                   |                                                |                 |                 |
| Año                                   | Nominado                                                                                          | Categoría                                      | Resultado       | Ref.            |
| 2020                                  | Arcángel                                                                                          | Mejor artista urbano                           | Nominado        | [ 53 ]          |
| 2020                                  | «Si se da (remix)» (con Myke Towers, Farruko, Sech y Zion)                                        | Mejor colaboración                             | Nominado        | [ 53 ]          |
| 2021                                  | Arcángel                                                                                          | Premio a la trayectoria                        | Ganador         | [ 54 ]          |
| 2021                                  | Arcángel                                                                                          | Mejor artista urbano                           | Nominado        | [ 55 ]          |
| 2021                                  | «La boca» (con Farina)                                                                            | Mejor colaboración                             | Nominado        | [ 55 ]          |
| 2022                                  | Arcángel                                                                                          | Mejor artista urbano                           | Nominado        | [ 56 ]          |
| 2023                                  | Arcángel                                                                                          | Mejor artista urbano                           | Nominado        | [ 57 ]          |
| 2023                                  | «La jumpa» (con Bad Bunny)                                                                        | Mejor colaboración                             | Ganador         | [ 57 ]          |
| Premios Juventud                      |                                                                                                   |                                                |                 |                 |
| Año                                   | Nominado                                                                                          | Categoría                                      | Resultado       | Ref.            |
| 2009                                  | El fenómeno                                                                                       | Me muero sin ese CD                            | Nominado        | [ 58 ]          |
| 2009                                  | «Por amar a ciegas»                                                                               | Mi video favorito                              | Nominado        | [ 58 ]          |
| 2009                                  | Arcángel                                                                                          | Mi artista urbano favorito                     | Nominado        | [ 58 ]          |
| 2015                                  | «Como tiene que ser»                                                                              | Mi video favorito                              | Nominado        | [ 59 ]          |
| 2016                                  | Los favoritos                                                                                     | Lo tocó todo                                   | Nominado        | [ 60 ]          |
| 2023                                  | Sr. Santos                                                                                        | Mejor álbum urbano masculino                   | Nominado        | [ 61 ]          |
| 2023                                  | «Baby Father 2.0» (con Yovngchimi, Myke Towers, Ñengo Flow y Yeruza)                              | Mejor canción trap                             | Nominado        | [ 61 ]          |
| 2023                                  | «JS4E»                                                                                            | Mejor canción trap                             | Nominado        | [ 61 ]          |
| Premios Lo Nuestro                    |                                                                                                   |                                                |                 |                 |
| Año                                   | Nominado                                                                                          | Galardón                                       | Resultado       | Ref.            |
| 2010                                  | Arcángel                                                                                          | Revelación del año – urbano                    | Nominado        | [ 62 ]          |
| 2021                                  | «Sigues con él» (con Sech)                                                                        | Canción del año – urbano                       | Nominado        | [ 63 ]          |
| 2021                                  | «Sigues con él» (con Sech)                                                                        | Colaboración del año – urbano                  | Nominado        | [ 63 ]          |
| 2022                                  | Los favoritos 2.5                                                                                 | Álbum del año – urbano                         | Nominado        | [ 64 ]          |
| 2024                                  | Arcángel                                                                                          | Artista masculino del año – urbano             | Nominado        | [ 65 ]          |
| 2024                                  | «La jumpa» (con Bad Bunny)                                                                        | Colaboración del año – urbano                  | Nominado        | [ 65 ]          |
| Premios Rolling Stone en Español      |                                                                                                   |                                                |                 |                 |
| Año                                   | Nominado                                                                                          | Galardón                                       | Resultado       | Ref.            |
| 2023                                  | «La jumpa» (con Bad Bunny)                                                                        | Canción del año                                | Nominado        | [ 66 ]          |
| Premios Tu Música Urbano              |                                                                                                   |                                                |                 |                 |
| Año                                   | Nominado                                                                                          | Categoría                                      | Resultado       | Ref.            |
| 2019                                  | «Zum zum (remix)» (con Plan B, Natti Natasha, Daddy Yankee y R.K.M. & Ken-Y)                      | Remix del año                                  | Nominado        | [ 67 ]          |
| 2019                                  | Ares                                                                                              | Álbum del año                                  | Nominado        | [ 67 ]          |
| 2020                                  | Arcángel                                                                                          | Premio a la trayectoria                        | Ganador         | [ 68 ]          |
| 2020                                  | «Si se da (remix)» (con Myke Towers, Farruko, Sech y Zion)                                        | Remix del año – new generation                 | Nominado        | [ 68 ]          |
| 2020                                  | «105F (remix)» (con Kevvo, Farruko, Chencho Corleone, Ñengo Flow, Darell, Myke Towers y Brytiago) | Remix del año – new generation                 | Nominado        | [ 68 ]          |
| 2023                                  | Arcángel                                                                                          | Top artista – masculino                        | Nominado        | [ 69 ]          |
| 2023                                  | «La jumpa» (con Bad Bunny)                                                                        | Colaboración del año                           | Nominado        | [ 69 ]          |
| 2023                                  | «JS4E»                                                                                            | Top canción – trap                             | Nominado        | [ 69 ]          |
| 2023                                  | «JS4E»                                                                                            | Video del año                                  | Ganador         | [ 69 ]          |
| 2023                                  | Sr. Santos                                                                                        | Álbum del año – masculino                      | Nominado        | [ 69 ]          |